# Deep Cuts, Volume 2 (1977–1982)
Deep Cuts, Volume 2 (1977–1982) är ett samlingsalbum av det brittiska rockbandet Queen, utgivet 2011. Albumet innehåller låtar som gavs ut mellan åren 1977 och 1982.

## Låtlista
| Nr  | Titel                    | Kompositör      | Längd |
| --- | ------------------------ | --------------- | ----- |
| 1.  | Mustapha                 | Freddie Mercury | 3:01  |
| 2.  | Sheer Heart Attack       | Roger Taylor    | 3:27  |
| 3.  | Spread Your Wings        | John Deacon     | 4:34  |
| 4.  | Sleeping on the Sidewalk | Brian May       | 3:07  |
| 5.  | It's Late                | May             | 6:27  |
| 6.  | Rock It (Prime Jive)     | Taylor          | 4:33  |
| 7.  | Dead on Time             | May             | 3:23  |
| 8.  | Sail Away Sweet Sister   | May             | 3:33  |
| 9.  | Dragon Attack            | May             | 4:18  |
| 10. | Action This Day          | Taylor          | 3:34  |
| 11. | Put Out the Fire         | May             | 3:18  |
| 12. | Staying Power            | Mercury         | 4:12  |
| 13. | Jealousy                 | Mercury         | 3:13  |
| 14. | Battle Theme             | May             | 2:20  |